# Kartoffelvirus P
Kartoffelvirus P (englisch Potato virus P, PotVP oder PVP; Spezies Carlavirus pisolani) ist ein Pflanzenvirus (Phytovirus).
Die Viruspartikel (Virionen) sind filamentös (von fadenförmiger Gestalt). Das Genom besteht aus einer Einzelstrang-RNA positiver Polarität. PVM gehört zur Gattung Carlavirus, einem Mitglied der Unterfamilie Quinvirinae der Familie Betaflexiviridae in der Ordnung Tymovirales.
Die ersten Funde von PVP stammen aus Südamerika (zunächst aus Brasilien und später Argentinien) – es wurde aber inzwischen auch über ein Isolat aus in Russland (im Gebiet der Stadt Artjom) berichtet.
Die vollständige Genomsequenz des russischen Isolats besteht aus 8394 Nukleotiden, ohne den Poly(A)-Schwanz.

## Varianten
Gattung: Carlavirus, Spezies Carlavirus pisolani
- Potato virus P (PotVP oder PVP, deutsch Kartoffelvirus P)

- Variante: Potato virus P-Brazil (PVP-BRZ oder PVP-Bra) — Referenzstamm aus Brasilien — 1492 nt
- Variante: Potato rough dwarf virus (PRDV oder PVP-Arg) — Variante aus Argentinien — 2016 nt
- Variante: Potato virus P-Russia (PVP-Ru) — Variante aus Russland - 8394 nt

## Wirte
Hauptwirt für alle Varianten von PVP ist die Kartoffel (Solanum tuberosum), teilweise (mehr oder weniger) auch andere Nachtschattengewächse (Solanaceae). Die Reaktionen bei einzelnen Nachtschatten-Spezies und speziell Kartoffelsorten sind unterschiedlich:

### Kartoffel
Einige Kartoffelsorten zeigen bei einer Infektion mit PRDV schwere Verzwergungen,
bei einer Infektion mit PVP-BRZ jedoch keine Symptome.
Insbesondere zeigten die Sorten Ditta und King Edward Symptome (einschließlich Stunting und Mottle), wenn sie mit PRDV infiziert waren, aber nicht, wenn sie mit PVP-BRZ infiziert waren.
PRDV (alias PVP-Arg) und PVP-BRZ wurden von Nisbet und Kollegen (2006) in Mikropflanzen (en. microplants) der Kartoffelsorten Sierra Volcán bzw. Baronesa gehalten. Andere für PRDV verwendete Vermehrungswirte waren die Tabakspezies Nicotiana occidentalis (en. native tobacco), Sorte P1, und Aubergine (Solanum melongena), Sorte Black Beauty.
Das russische Isolat (PVP-Ru) wurde im Oktober 2018 in der Kartoffel, Sorte (Kultivar) Red Lady gefunden.

### Andere Nachtschattengewächse und Gänsefüße
Die folgenden Spezies sind Mitglieder der Familie Nachtschattengewächse (Solanaceae).
Folgende Pflanzenspezies konnten mit der brasilianischen Variante PVP-BRZ infiziert werden, nicht aber mit der argentinischen Variante PRDV:
- Tomate (Solanum lycopersicum syn. Lycopersicon esculentum)
- Indischer Stechapfel  (Datura metel)
- Giftbeere (Nicandra physalodes)
- Nicotiana edwardsonii[9]

Folgende Pflanzenspezies konnte umgekehrt mit der argentinischen Variante PRDV, nicht aber mit der brasilianischen Variante PVP-BRZ infiziert werden:
- Ziertabak (Nicotiana glutinosa)[10]

Mit der argentinische Variante PRDV nicht infiziert werden konnte die Tomate (Solanum lycopersicum syn. Lycopersicon esculentum).
Weitere Wirte:
- Giftbeere (Nicandra physalodes)
- Nicotiana benthamiana (en. Benth)
- Baumspinat (Chenopodium giganteum syn. Ch. amaranticolor) und ggf. andere Gänsefüße (Gattung Chenopodium). Diese sind die einzigen untersuchten Pflanzen, die nicht zur Familie der Nachtschattengewächse gehören – sondern zur Familie Fuchsschwanzgewächse (Amaranthaceae).